# Variationskoeffizient
Der Variationskoeffizient (auch: Abweichungskoeffizient) ist eine statistische Kenngröße in der deskriptiven Statistik und der mathematischen Statistik. Im Gegensatz zur Varianz ist er ein relatives Streuungsmaß, das heißt, er hängt nicht von der Maßeinheit der statistischen Variable bzw. Zufallsvariablen ab. Er ist nur sinnvoll für Messreihen mit ausschließlich positiven (oder ausschließlich negativen) Werten oder Messreihenvergleichen.
Die Motivation für diesen Kennwert ist, dass eine statistische Variable mit großem Mittelwert bzw. eine Zufallsvariable mit großem Erwartungswert im Allgemeinen eine größere Varianz aufweist als eine mit einem kleinen Mittel- bzw. Erwartungswert. Da die Varianz und die daraus abgeleitete Standardabweichung nicht normiert sind, kann ohne Kenntnis des Mittelwerts nicht beurteilt werden, ob eine Varianz groß oder klein ist. So schwanken beispielsweise die Preise für ein Pfund Salz, das im Durchschnitt etwa 50 Cent kostet, im Cent-Bereich, während Preise für ein Auto, das im Mittel beispielsweise 20.000 Euro kostet, im 1000-Euro-Bereich variieren.
Der Variationskoeffizient ist eine Normierung der Varianz: Ist die Standardabweichung größer als der Mittelwert bzw. der Erwartungswert, so ist der Variationskoeffizient größer 1.
Der Quartilsdispersionskoeffizient ist eine robuste Version des Variationskoeffizienten.
Der Variationskoeffizient wird manchmal auch mit {\displaystyle \operatorname {Vco} } oder {\displaystyle \operatorname {CV} } abgekürzt.

## Variationskoeffizient für eine Zufallsvariable

### Definition
Der Variationskoeffizient {\displaystyle \operatorname {VarK} } für eine Zufallsvariable {\displaystyle X} mit Erwartungswert {\displaystyle \operatorname {E} (X)\neq 0} ist definiert als die relative Standardabweichung, das heißt die Standardabweichung dividiert durch den Erwartungswert der Zufallsvariablen, in Formeln
{\displaystyle \operatorname {VarK} (X)={\frac {\mathrm {Standardabweichung} (X)}{\mathrm {Erwartungswert} (X)}}={\frac {\sqrt {\operatorname {Var} (X)}}{\operatorname {E} (X)}}}.
Der Variationskoeffizient wird häufig in Prozent angegeben.

### Beispiel
Die reelle Zufallsvariable {\displaystyle X} sei standardnormalverteilt, das heißt, Erwartungswert und Standardabweichung von {\displaystyle X} haben den Wert 0 bzw. 1. Der Variationskoeffizient kann für diese Zufallsvariable gar nicht definiert werden (Division durch Null). Die verschobene Zufallsvariable {\displaystyle X+1000} hat ebenso die Standardabweichung 1, aber den Erwartungswert 1000. Hier errechnet sich ein Variationskoeffizient von {\displaystyle 1/1000=0,\!001}.

## Quadrierter Variationskoeffizient für eine Zufallsvariable
Die Varianz der Zufallsgröße {\displaystyle X/\operatorname {E} (X)} wird als quadrierter Variationskoeffizient {\displaystyle \operatorname {SCV} } bzw. {\displaystyle c_{X}^{2}} bezeichnet. Er hängt wie der Variationskoeffizient nicht von der Dimension ab, in der die Größe {\displaystyle X} gemessen wird.
{\displaystyle \operatorname {SCV} =c_{X}^{2}=\operatorname {Var} \left({\frac {X}{\operatorname {E} (X)}}\right)={\frac {\operatorname {E} (X^{2})-\left[\operatorname {E} (X)\right]^{2}}{\left[\operatorname {E} (X)\right]^{2}}}={\frac {\operatorname {E} (X^{2})}{\left[\operatorname {E} (X)\right]^{2}}}-1}

## Empirische Variationskoeffizienten
Liegt an Stelle der Verteilung der Zufallsvariablen eine konkrete Messreihe von Werten {\displaystyle x_{1},\dots ,x_{n}} vor, so bildet man analog den empirischen Variationskoeffizienten als Quotienten aus empirischer Standardabweichung {\displaystyle s} und arithmetischem Mittel {\displaystyle {\bar {x}}}:
{\displaystyle v={\frac {s}{\bar {x}}},\;{\bar {x}}>0}.
Gilt {\displaystyle x_{i}\geq 0}, so kann ein normierter Variationskoeffizient definiert werden als
{\displaystyle v^{*}={\frac {v}{\sqrt {n}}}},
für den gilt {\displaystyle 0\leq v^{*}\leq 1}.
Wird die empirische Standardabweichung stattdessen nicht aus der korrigierten Stichprobenvarianz berechnet (also {\displaystyle {\tilde {s}}} statt {\displaystyle s} verwendet), dann ist statt {\displaystyle {\sqrt {n}}} im Nenner von {\displaystyle v^{*}} der Wert {\displaystyle {\sqrt {n-1}}} zu verwenden.

## Empirischer Quartilsdispersionskoeffizient
Der Quartilsdispersionskoeffizient ist eine robuste Version des Variationskoeffizienten
{\displaystyle v_{r}={\frac {x_{0{,}75}-x_{0{,}25}}{x_{0{,}5}}}},
also der Interquartilsabstand dividiert durch den Median.